# Taça da Prefeitura do Distrito Federal
Die Taça da Prefeitura do Distrito Federal (Pokal der Präfektur der Bundesdistrikts), oft auch als Torneio Municipal do Rio de Janeiro  (Stadtturnier von Rio de Janeiro) bezeichnet, war ein Turnier für Fußball-Vereinsmannschaften der seinerzeitigen brasilianischen Bundeshauptstadt Rio de Janeiro, das 1938 erstmals ausgetragen wurde und von 1943 bis 1948 jährlich abgehalten wurde. Die letzte Ausspielung war 1951. 1996 lebte der Pokal noch einmal als Taça Cidade Maravilhosa, der "Pokal der wundervollen Stadt", nach dem Beinamen von Rio de Janeiro, auf. Die Bedeutung des stets im Schatten der Staatsmeisterschaft von Rio de Janeiro stehenden Wettbewerbes ist untergeordnet.
Der Wettbewerb wurde im einfachen Ligaformat, das heißt ohne Rückspiele, ausgetragen. Bei Punkte-Gleichstand gab es ein Entscheidungsspiel. 1938 beteiligten sich acht Vereine, 1943 bis 46 gab es zehn und 1947 und 1948 11 Teilnehmer. Bei der Taça Cidade Maravilhosa von 1996 machten acht Vereine den Sieger Unter sich aus.
An allen Turnieren nahmen die Spitzenvereine der Stadt – Fluminense FC, CR Flamengo, Botafogo, CR Vasco da Gama, America FC, und Bangu AC teil. Bonsucesso FC, Madureira EC, Olaria AC und der Canto do Rio FC aus Niterói waren weitere Teilnehmer.

## Die Turniergewinner
| Rekordgewinner: CR Vasco da Gama | - 1938: Fluminense FC - 1943: São Cristóvão FR - 1944: CR Vasco da Gama - 1945: CR Vasco da Gama - 1946: CR Vasco da Gama - 1947: CR Vasco da Gama - 1948: Fluminense FC - 1951: Botafogo FR - 1996: Botafogo FR |